# Tratado de Taborda
Foi  a capitulação neerlandesa aos portugueses assinada no Campo do Taborda, no Recife, às 23:00 horas de 26 de janeiro de 1654.
O tratado chamou-se Taborda, pois este foi feito nas terras da casa do pescador Manuel Tarborda,, em frente ao Forte das Cinco Pontas.
A situação dos neerlandeses no Brasil desde o final de 1653, já era inviável, depois de tantas derrotas em batalhas com os portugueses; as condições no Recife eram precárias, devido ao estado de sítio declarado pelas forças de terra e de mar portuguesas. Diante deste cenário os neerladeses iniciaram as negociações de capitulação.
O chefe do Conselho de Justiça do Brasil Neerlandês, Gislbert de With foi um dos negociadores deste acordo, que foi levado junto ao Governo Geral Neerlandês em 24 de janeiro de 1654 e no dia seguinte foi traduzido e entregue aos portugueses e por todas partes aceite.
As condições principais deste tratado eram que a Companhia Neerlandesa das Índias Ocidentais, abdicava de todas as posses no Brasil e que os neerlandeses deixariam o solo brasileiro. A evacuação neerlandesa do Recife só aconteceu a partir de abril de 1654.
Este acordo tinha várias cláusulas, que procuraram resolver as condições existentes dos neerlandeses nas terras brasileiras, como: os casamentos entre neerlandeses casados com brasileiras ou portugueses e as suas distintas posses ou propriedades; a comunicação deste acordo aos sítios distantes da capital neerlandesa. Por exemplo: a cláusula 13ª ordenava o envio de uma embarcação com suficiente capacidade para embarcar pessoas e os seus bens . Graça a esta cláusula Matias Beck, situado no Forte Schoonenborch, teve conhecimento deste acordo em 1º de maio de 1654, através dos portugueses, e desta forma foi um dos últimos neerlandeses a deixar o Brasil.